# Amazing Grace (filme)
Amazing Grace (Brasil: Jornada pela Liberdade; Portugal: Amazing Grace) é um filme britano-estadunidense de 2006, dos gêneros drama (cinema) biográfico-histórico, dirigido por Michael Apted, com roteiro de Steven Knight que aborda a campanha abolicionista liderada por William Wilberforce, responsável por levar ao Parlamento britânico a legislação antiescravagista.

## Sinopse
O filme começa quando William Wilberforce severamente doente passa um feriado em Bath, Somerset, com seu primo Henry Thornton. Onde ele é apresentado a sua futura esposa Barbara Spooner, de início ele resiste, mas ela acaba convencendo-o a contar a história de sua vida. A história retorna 15 anos (1782), e William reconta os eventos que ele passou para chegar onde estava. Começando como um ambicioso e popular membro do Parlamento inglês, foi persuadido por seus amigos William Pitt, Thomas Clarkson, Hannah More e outros a ocupar-se com o perigoso assunto do Comércio de Escravos o que acabou deixando-o muito impopular na Câmara dos Comuns Britânica entre os membros do Parlamento que alegavam a importância dos escravos no comércio de Londres, Bristol e Liverpool.